# Kamo (rivier)
De Kamo (鴨川, Kamogawa) is een rivier van 31 km lengte in Japan, gelegen in de prefectuur Kyoto. De rivier wordt door de Japanse wet geclassificeerd als een rivier van eerste klasse.De rivier ontspringt op de berg Sajikigatake (桟敷ヶ岳) (895 m).

## Stroomgebied
- Stad Kyoto
  - Kita-ku
  - Kamigyo-ku
  - Sakyo-ku
  - Nakagyo-ku
  - Higashiyama-ku
  - Shimogyo-ku
  - Minami-ku
  - Fushimi-ku